# Ocyptamus harlequinus
Ocyptamus harlequinus är en tvåvingeart som först beskrevs av Hull 1948.  Ocyptamus harlequinus ingår i släktet Ocyptamus och familjen blomflugor. Inga underarter finns listade i Catalogue of Life.